# 정순옹주 (중종)
정순옹주(貞順翁主, 1518년 1월 27일(1517년 음력 12월 6일) ~ 1581년 10월 2일(음력 8월 25일))는 조선의 왕족으로, 중종의 4녀이자 서3녀이다. 생모는 숙원 이씨이다.

## 생애
1517년(중종 12년) 12월 6일, 중종(中宗)과 숙원 이씨(淑媛 李氏)의 장녀로 태어났다. 이름은 정환(貞環)이다.
1526년(중종 21년), 정순옹주(貞順翁主)의 봉호를 받았으며 이후 남곤의 외손이며 송지한(宋之翰)의 아들인 여성위(礪城尉) 송인(宋寅)과 혼인하였다.
1529년(중종 24년), 정순옹주의 남편인 여성위 송인이 외조모의 빈소가 마련된 곳에서 음악을 연주하고 밀과를 마시는 등 잔치를 벌였다 하여 대간에서 송인의 아버지인 송지한을 추문하였다.
이후에도 여성위 송인은 부정적인 방법으로 재물을 늘리거나 축첩하는 등의 행동으로 사헌부와 사간원에서 의혜공주의 남편인 청원위 한경록과 함께 수차례 처벌할 것을 청하였으나 왕이 허물을 감싸주었다.
한편 정순옹주의 이모인 상궁 은대(銀代)가 송인과 간통한 여종 2명을 때려 죽이고, 송인의 또다른 첩과 첩이 낳은 아이를 밟아 죽인 사건도 발생하였다.
1580년(선조 13년) 정순옹주의 본가에 불이 나 전소하자 선조는 이를 다시 지어주라 명하였다.
1581년(선조 14년) 8월 25일, 병으로 사망하였다. 10월 29일 양주에 예장하였다.

## 묘지명
율곡 이이가 정순옹주의 비문을 작성하였다.
정순옹주 묘지명

정순옹주는 중종대왕의 딸로, 인종대왕의 누이동생이고 명종대왕의 누님이다.
금상 전하(선조)의 고모이기도 하다.
어머니는 숙원 이씨인데 그 가계는 대원이고, 아버지는 병절교위 이백선이다.
옹주는 정덕 정축년(1517년) 12월 6일 태어났다.
네 살때에 어머니 숙원이 졸하여 정현대비와 문정왕후가 이를 불쌍히 여기고 잘 돌보아 길러주었다.
열 살에 봉호를 받고, 열두 살에 여성위 송인 공(公)과 혼인하였는데 송씨는 여산의 대성이다.
(중략)
만력 9년(1581년) 8월 25일 병으로 졸하니 향년 65세이다.
1남을 두었는데 아들 유의(惟毅)는 전 돈녕부 봉사이다.
유의는 좌찬성 정대년의 딸과 혼인하여 2남을 두었는데 기(圻)와 해(垓)이다.
기(圻)는 지금 전함사별제이며 대사헌 김홍윤의 딸과 혼인하여 1남 4녀를 낳았다.
그해 10월 29일 기미일에 양주 사천현 입석리에 송씨 선영 좌강에 예장하였다.
(중략)
 
 — 이이 지음

## 가족 관계
| - 부왕 : 중종(中宗, 1488 ~ 1544) - 생모 : 숙원 이씨(淑媛 李氏, ? ~ 1520) - 여동생 : 효정옹주(孝靜翁主, 1520 ~ 1544) | - 시부 : 송지한(宋之翰, 1493 ~ 1563) - 시모 : 남곤의 차녀 의령 남씨(1492 ~ ?) - 남편 : 여성군(礪城君) 송인(宋寅, 1517 ~ 1584) - 아들 : 송유의(宋惟毅, 1536 ~ 1591) - 며느리 : 정대년(鄭大年)의 딸 동래 정씨 - 손자 : 송기(宋圻, 1553 ~ ?) - 손자 : 송해(宋垓, 1560 ~ ?) |

## 정순옹주가 등장하는 작품
- 《사임당, 빛의 일기》 - (SBS 2017년, 배우: 이주연)